# Нижнесолёный (Весёловский район)
Нижнесолёный — хутор в Весёловском районе Ростовской области.
Входит в состав Верхнесолёновского сельского поселения.

## История
В хуторе имеется мемориал: Братская могила советских воинов, погибших в январе-феврале 1943 года в боях за хутор, в также стела и мемориальные плиты павшим односельчанам в Великой Отечественной войне.

## Население
| 1989 | 2002 | 2010 |
| ---- | ---- | ---- |
| 804  | ↘784 | ↗887 |

### Известные люди
В хуторе родились:
- Ткачев Василий Стефанович — участник Великой Отечественной войны, с 1992 года возглавляет «Союз пенсионеров Дона».[4]
- Чайковский Андрей Федорович — участник Великой Отечественной войны, старший сержант.[5]